# 佐藤三二
佐藤 三二（さとう さんじ、弘化3年（1846年） - 明治10年（1877年）9月24日）は、幕末の薩摩藩士・明治時代の大日本帝国陸軍軍人。諱は信継。鹿児島の郷土作家、佐藤剛（1914年 - 2002年）の祖父。
西南戦争に西郷軍として参加し、小倉処平や石井竹之助とともに野村忍介が隊長を勤める西郷軍奇兵隊の総軍監となり、和田越の戦いでは小倉処平とともに西郷軍奇兵隊のうち5部隊を指揮して熊田に陣取った。城山の戦いでは野村忍介や河野四郎左衛門らと大小荷駄隊で合流してから政府軍に投降する予定であったが、戦闘中に弾丸があたって戦死する。享年32。
墓は、南洲墓地のほかに草牟田墓地にもある。子孫の家に伝わっていた遺髪は、西郷南洲顕彰館で展示されている。